# Отченаш Наталія Леонідівна
Отченаш Наталія Леонідівна (ур. Бурдига; рос. Бурдыга, Наталья Леонидовна; 23 жовтня 1983, Оса, Пермська область) — українська біатлоністка російського походження, чотириразова чемпіонка Європи серед юніорок, майстер спорту міжнародного класу.

## Спортивна кар'єра
Біатлоном почала займатися в 2001 році в Чайковському у відомого тренера Іннокентія Каринцева.
У 2003 році на чемпіонаті Європи серед юніорів у Форні-Авольтрі завоювала три золоті медалі (в спринті, гонці переслідування та естафеті).
У 2004 році на чемпіонаті Європи серед юніорів у Мінську завоювала золоту (в естафеті) та срібло (гонці переслідування) медалі.
Після переходу у дорослий біатлон Бурдига перенесла серію травм, через що виступала дуже рідко.
У 2006 році на Чемпіонаті світу з літнього біатлону в Уфі, де Наталія встигла стати дворазовою золотою медалісткою, в двох пробах взятих у неї після спринту та гонки переслідування, було виявлено карфедон. Згідно з чинним списком Всесвітнього антидопінгового агентства карфедон належить до класу S6 (стимулятори). Наталія Бурдига була дискваліфікована на термін 2 роки (з 9 вересня 2006 року по 8 вересня 2008 року).
У 2009 році на чемпіонаті Росії з біатлону в індивідуальній гонці завоювала золоту медаль.
У 2010 році прийняла українське громадянство. Як відомо, за правилами IBU після переходу спортсмена в федерацію іншої країни, якщо не отримано дозвіл федерації, з якої пішов спортсмен, йому забороняється 2 роки виступати на міжнародних змаганнях під егідою IBU. Наталія Бурдига звернулися з листом до президента Союзу біатлоністів Росії, в якому просила дозволити їй виступати за Україну, оминаючи дворічний карантин.
20 грудня 2010 року Союз біатлоністів Росії дозволив Наталії Бурдизі виступати на міжнародних змаганнях, що проводяться під егідою IBU, за збірну України за умови, що вона не братиме участь естафетних гонках до закінчення дворічного карантину, який передбачений статтею 2.6 Конституції IBU (по 14 березня 2012 року).
Після сезону 2015/2016 завершила спортивну кар'єру.

## Кубок світу
- 2009–2010 — 64-е місце (51 очко)
- 2010–2011 — 45-е місце (130 очок)
- 2011–2012 — 21-е місце (378 очок)
- 2012–2013 — 49-е місце (95 очок)
- 2013–2014 — 38-е місце (187 очок)
- 2014–2015 — 43-е місце (165 очок)